# Suzuki Hiroyuki
Hiroyuki Suzuki ( Linh Mộc Dụ Chi) (sinh năm 1989) là một đấu thủ và người biểu diễn yo-yo. Anh từng 4 lần vô địch thế giới (gần đây nhất vào năm 2012), có hai kỉ lục thế giới về "số lần thực hiện eli hops nhiều nhất trong 30 giây" và "thời gian nhanh nhất để làm rơi đồng xu trên tai 15 người với kĩ thuật yo-yo loop the loop".
Em gái của Hiroyuki, Megumi Suzuki, cũng đã có một kỉ lục thế giới về số lần nhảy dây trong 30 giây.

## Thân thế sự nghiệp
Sinh ngày 23 tháng 6 năm 1989 tại Aichi, Nhật Bản, từ nhỏ Hiroyuki đã tham gia huấn luyện để trở thành đấu thủ môn nhảy dây, tuy nhiên sau đó anh đã từ bỏ vì không thể đánh bại nổi em gái mình.
Năm 2001, lần đầu tiên trong sự nghiệp của mình, Hiroyuki tham gia World Yo-Yo Contest (giải vô địch yo-yo thế giới). Tại giải này, Hiroyuki đã sử dụng điệu nhạc Micky Mouse cho bài biểu diễn của mình, do đó anh đôi khi được gọi là "Mickey".
Anh tốt nghiệp trường trung học Nishio vào tháng 3 năm 2008. Sau đó, anh trúng tuyển vào Khoa Ngôn ngữ giao tiếp của Đại học Aichi Shukutoku trong tháng 4 năm đó. Nó đã được đổi tên là "Khoa Văn hóa toàn cầu và Truyền thông" vào năm 2010.
Ngày 13 tháng 3 năm 2011, anh được trao giải thưởng 2011 trưởng Đại học, giải thưởng cho những bài biểu diễn tuyệt vời trong các cuộc thi và thành công trong sự nghiệp kinh doanh yo-yo. Anh nghiệp Đại học Aichi Shukutoku tháng 3 năm 2012.
Trong tháng 8 năm 2012, ông đã giành danh hiệu thế giới thứ 4 trong cuộc thi Yo-Yo thế giới ở thể loại 1A.

## Thành tích
| 1A | 1A   | 1A   | 1A   | 1A   | 1A   | 1A   | 1A   | 1A   | 1A   | 1A   | 1A   | 1A     |      |      |      |      |      |      |      |  |
| Event | 2001 | 2002 | 2003 | 2004 | 2005 | 2006 | 2007 | 2008 | 2009 | 2010 | 2011 | 2012   | 2013 | 2014 | 2015 | 2016 | 2017 | 2018 | 2019 |  |
| --- | ---- | ---- | ---- | ---- | ---- | ---- | ---- | ---- | ---- | ---- | ---- | ------ | ---- | ---- | ---- | ---- | ---- | ---- | ---- |  |
| World Yo-Yo Contest | 9th  | 2nd  | 3rd  | 1st  | 1st  | 1st  | 2nd  | 2nd  | 2nd  | 2nd  | 4th  | 1st    | 10th | 8th  | 15th | 19th |      |      |      |  |
| Asia Pacific Yo-Yo Championships |      |      | 1st  | 1st  | 1st  | 1st  |      | 1st  |      | 1st  | 3rd  | 1st \| | 3rd  | 3rd  | 3rd  | 6th  | 9th  | 16th | 14th |  |
| Bali International YoYo Open |      |      |      |      |      |      |      |      |      | 1st  | 1st  | 1st    | 1st  |      |      |      |      |      |      |  |
| Japan National Yo-Yo Contest | 3rd  | 3rd  | 1st  | 1st  | 2nd  |      |      | 1st  | 1st  | 1st  | 2nd  | 1st    | 3rd  |      |      |      |      |      |      |  |
| Kansai Yo Yo Carnival |      |      |      |      |      |      |      | 1st  | 1st  |      |      |        |      |      |      |      |      |      |      |  |
| Central Japan Yo-Yo Contest |      |      |      |      | 1st  | 2nd  | 1st  | 1st  | 1st  |      | 1st  | 1st    | 2nd  |      | 1st  | 3rd  |      |      |      |  |
| West Japan Yo-Yo Contest |      |      | 1st  | 1st  |      |      |      |      |      |      |      |        |      |      |      |      |      |      |      |  |
| Nagoya Regional Yo-Yo Contest | 2nd  | 1st  |      |      |      |      |      |      |      |      |      |        |      |      |      |      |      |      |      |  |
| 2A |      |      |      |      |      |      |      |      |      |      |      |        |      |      |      |      |      |      |      |  |
| Asia Pacific Yo-Yo Championships |      |      | 2nd  |      |      |      |      |      |      |      |      |        | 2nd  |      |      |      |      |      |      |  |
| Bali International YoYo Open |      |      |      |      |      |      |      |      |      |      | 2nd  |        |      |      |      |      |      |      |      |  |
| 4A |      |      |      |      |      |      |      |      |      |      |      |        |      |      |      |      |      |      |      |  |
| Asia Pacific Yo-Yo Championships |      |      |      | 4th  | 5th  | 5th  |      |      |      |      |      |        |      |      |      |      |      |      |      |  |
| Sports String (World Division) |      |      |      |      |      |      |      |      |      |      |      |        |      |      |      |      |      |      |      |  |
| World Yo-Yo Contest |      |      |      |      | 1st  | 1st  |      |      |      |      |      |        |      |      |      |      |      |      |      |  |
| Sports Looping (World Division) |      |      |      |      |      |      |      |      |      |      |      |        |      |      |      |      |      |      |      |  |
| World Yo-Yo Contest |      |      | 1st  |      | 1st  | 1st  |      |      |      |      |      |        |      |      |      |      |      |      |      |  |
| Asia Pacific Yo-Yo Championships was established in 2003. Bali International YoYo Open was established in 2010. Nagoya Regional Yo-Yo Contest was merged to West Japan Yo-Yo Contest in 2003, and then it was divided to Central Japan Yo-Yo Contest in 2006. The black coloured cells mean "The event was not be held int that year, or it does not exist anymore." |      |      |      |      |      |      |      |      |      |      |      |        |      |      |      |      |      |      |      |  |